# 판화제작

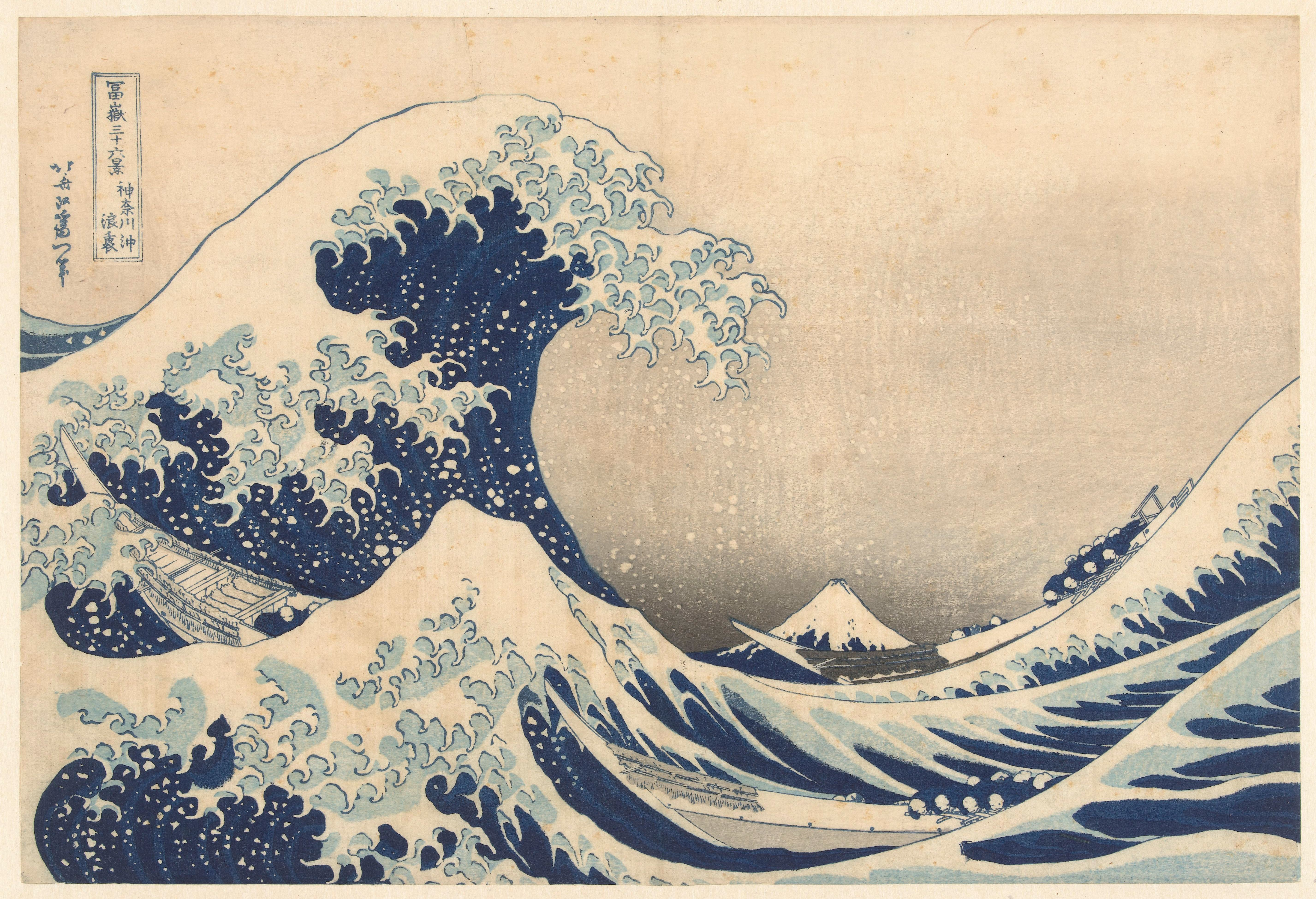
가쓰시카 호쿠사이의 우키요에 목판화 《후가쿠 36경》 중 〈가나가와 해변의 높은 파도 아래〉

판화제작(版畫製作, 영어: printmaking)은 일반적으로 종이에 인쇄하지만 직물, 목재, 금속 및 기타 표면에도 인쇄하여 예술 작품을 만드는 과정이다. 판화제작법(版畫製作法), 판화제작술(版畫製作術)이라고도 한다. "전통적인 판화제작(traditional printmaking)"은 일반적으로 시각 예술 작품을 전자 기계(프린터)를 사용하여 인쇄하는 사진 복제가 아닌, 손으로 가공하는 기술을 사용하여 판화를 만드는 과정만을 포괄한다. 하지만 석판 인쇄를 포함하여 전통적 판화와 디지털 판화 사이에는 어느 정도 교차점이 있다.

## 같이 보기
- 목판화
- 우키요에